# Jon Coleman
Jonathan „Jon“ Coleman (* 9. März 1975 in Boston, Massachusetts) ist ein ehemaliger US-amerikanischer Eishockeyspieler und derzeitiger -trainer, der zuletzt bis 2012 beim HC Eppan Pirates in der italienischen Serie A2 unter Vertrag stand.

## Karriere
Jon Coleman begann seine Karriere als Eishockeyspieler in der Mannschaft der Boston University, die er parallel zu seinem Studium von 1993 bis 1997 in der National Collegiate Athletic Association aktiv war. Mit seiner Mannschaft gewann er 1994 und 1995 jeweils die Meisterschaft der Hockey East. Zudem wurde er 1995 mit der Boston University nationaler Collegemeister der NCAA. Bereits als High-School-Spieler war der Verteidiger im NHL Entry Draft 1993 in der zweiten Runde als insgesamt 48. Spieler von den Detroit Red Wings ausgewählt worden. Für das Farmteam Detroits, die Adirondack Red Wings, spielte er von 1997 bis 1999 in der American Hockey League. In diesem Zeitraum kam er zudem zu einem Einsatz für die Detroit Vipers aus der International Hockey League. Die Saison 1999/2000 verbrachte er bei den Kentucky Thoroughblades aus der AHL, ehe er die folgende Spielzeit bei deren Ligarivalen Providence Bruins begann und sie bei den Orlando Solar Bears aus der IHL beendete. Mit den Solar Bears wurde er 2001 Turner-Cup-Sieger.
Zur Saison 2001/02 ging Coleman erstmals nach Europa, wo er für Amur Chabarowsk in der russischen Superliga aktiv war. In der folgenden Spielzeit stand er für die Vienna Capitals in der Österreichischen Bundesliga unter Vertrag, ehe er es in der Saison 2003/04 noch einmal in Nordamerika versuchte und eine Spielzeit lang für die Worcester IceCats in der AHL auflief. Die Saison 2004/05 begann der ehemalige Junioren-Nationalspieler beim HC Ambrì-Piotta in der Schweizer Nationalliga A, verließ den Verein jedoch bereits nach nur zwei Spielen und verbrachte die gesamte restliche Spielzeit bei den Kölner Haien in der Deutschen Eishockey Liga. Für die Haie erzielte er in 43 Spielen ein Tor und gab vier Vorlagen.
In der Saison 2005/06 stieg Coleman mit den Malmö Redhawks aus der HockeyAllsvenskan, der zweiten schwedischen Spielklasse, in die Elitserien auf, in der er jedoch anschließend nicht spielte, sondern für den HC Bozen in der Saison 2006/07 in der italienischen Serie A1. Die Saison 2007/08 begann er in Österreich, wo er zuvor bereits für die Vienna Capitals gespielt hatte. In dieser Spielzeit verbrachte er einen Großteil beim EC Graz 99ers, ehe er sie bei den Nottingham Panthers in der britischen Elite Ice Hockey League beendete. In dieser stand er auch in der Saison 2008/09 auf dem Eis, jedoch für Nottinghams Ligarivalen Coventry Blaze. Im Sommer 2009 unterschrieb der US-Amerikaner einen Vertrag beim HC Eppan Pirates in der Serie A2, der zweiten italienischen Spielklasse, und wurde mit seiner Mannschaft in der Saison 2009/10 auf Anhieb Zweitligameister. Im Juni 2012 wurde sein Vertrag mit dem HC Eppan aufgelöst.
Nach seinem Karriereende als aktiver Spieler wurde Coleman zur Saison 2015/16 als Assistenztrainer der Eishockeymannschaft des Babson College engagiert. Zur Saison 2018/19 wechselte er in derselben Funktion zum Team der Bentley University.

### International
Für die USA nahm Coleman an der U20-Junioren-Weltmeisterschaft 1994 teil. Bei dieser blieb er in sieben Spielen punktlos und erhielt zwei Strafminuten.

## Erfolge und Auszeichnungen
| - 1994 Lamoriello-Trophy-Gewinn mit der Boston University - 1995 Lamoriello-Trophy-Gewinn mit der Boston University - 1995 NCAA-Division-I-Championship mit der Boston University - 1999 Teilnahme am AHL All-Star Classic | - 2001 Turner-Cup-Gewinn mit den Orlando Solar Bears - 2006 Aufstieg in die Elitserien mit den Malmö Redhawks - 2010 Meister der Serie A2 mit dem HC Eppan Pirates |